# Once in a Blue Moon (Casual Silence)
Once in a Blue Moon was het eerste officiële album van de Nederlandse band Casual Silence.

## Musici
- Rob Laarhoven – zang
- Eric Smits – basgitaar en zang
- Ernst le Cocq d’Armandville – gitaar en zang
- Mark van Dijk – gitaar
- Henry Teeuws – toetsen en gitaar
- Igor Koopmans – slagwerk

## Composities
Alle muziek door Casual Silence; teksten zoals aangegeven:
1. Exit X (instrumentaal)(1:16)
2. Facing reality (Rob)(6:26)
3. Foolish plane (Rob/Eric)(5:13)
4. Dreampath (Eric/Rob)(7:55)
5. Dreamweaver (Eric/Rob)(3:41)
6. Weird promises (Ernst/Rob)(3:20)
7. Lambrusco Evening (Rob)(6:36)
8. Moon (Eric)(6:33)
9. Casual silence (Rob)(10:03).

Het volgende officiële album heet Lost in Life.